# Día de enero
Día de enero è un singolo della cantante colombiana Shakira, pubblicato il 19 gennaio 2006 come terzo estratto dal sesto album in studio Fijación oral vol. 1.

## Antefatti e scrittura
Nel 1999 Shakira iniziò una relazione con l'avvocato argentino Antonio de la Rúa, figlio dell'allora presidente dell'Argentina Fernando de la Rúa. Tale evento provocò una grande reazione negativa nel paese a causa della crisi sociale ed economica che stava attraversando la nazione all'epoca, al punto che i giornalisti televisivi iniziarono ad incoraggiare i cittadini a bruciare i CD di Shakira. Secondo Shakira, la stampa percepiva la sua relazione con de la Rúa come «frivola». Dopo i disordini di dicembre 2001, che portarono alle dimissioni di de la Rúa padre, diversi giornalisti e rivenditori di musica cercarono di boicottare la carriera di Shakira nel paese. Nel febbraio 2002, Pablo di Paola, l'allora presidente del segmento argentino di Tower Records, prese la decisione di smettere di vendere gli album di Shakira nel paese. Nel documentario per il suo video album Live & Off the Record (2004), Shakira rivelò che cercare di portare il suo Tour of the Mongoose in Argentina nel 2003 si trasformò in una «vera soap opera», con molte discussioni dietro le quinte, con il suo team e l'allora manager Freddy DeMann che cercavano di convincerla a saltare il paese durante il tour. Il responsabile della produzione del tour, Chris Lamband, e il tour manager, Fitzjoy Hellin, definirono la situazione «insensata». Shakira dichiarò: «Non solo la stampa era un problema, ma anche la logistica era quasi impossibile e sicuramente non redditizia». Tuttavia, Shakira decise di visitare l'Argentina nonostante la controversia generatasi.
Il 3 maggio 2003 Shakira divenne la prima artista latina a esibirsi allo stadio River Plate di Buenos Aires. Lo spettacolo, che registrò il tutto esaurito, vide la partecipazione di oltre 60 000 persone, tra cui celebrità e personalità politiche argentine come l'attore Mariano Martínez, l'ex vicepresidente dell'Argentina Daniel Scioli e l'ex first lady argentina Inés Pertiné Urien. Secondo quanto riportato dalla rivista argentina Gente, Antonio de la Rúa decise di non partecipare all'evento e Shakira ammise di sentirsi «molto ferita» dalla situazione nel complesso.
La notte stessa dopo l'esibizione argentina, Shakira compose Día de enero mentre si trovava presso la sua stanza singola del Four Seasons Hotel nella capitale argentina. Ha scritto il testo e la musica contemporaneamente, senza avere strumenti musicali a portata di mano, e ha deciso di registrare il demo con il suo registratore portatile.

## Tracce
Testi e musiche di Shakira Isabel Mebarak Ripoll.
1. Día de enero – 2:53